# Водяные рисовые хомяки
Водяные рисовые хомяки (лат. Sigmodontomys) — род грызунов из трибы Oryzomyini семейства Cricetidae. Он связан с Nectomys и Melanomys и раньше его включали в Nectomys в качестве подрода. Традиционно он состоит из двух видов: Sigmodontomys alfari и гораздо более редкий Sigmodontomys aphrastus, но неясно, действительно ли они являются ближайшими родственниками друг друга.

## Таксономия и систематика
Несмотря на внешнее сходство с неотропическими плавающими хомяками (Nectomys), к которым некоторые авторы уже причисляли рисового хомяка Альфаро, они, вероятно, более тесно связаны с дымчатыми хомяками (Melanomys). 
Ранее к роду Sigmodontomys относили два вида:
- Рисовый хомяк Альфаро (Sigmodontomys alfari)  — является более распространенным из двух видов, он обитает от Гондураса до Южной Америки и имеет красновато-коричневый или коричневый мех.
- Рисовый хомяк Харриса (Sigmodontomys aphrastus) или ныне Tanyuromys aphrastus  — известен только в числе нескольких экземпляров, добытых в Коста-Рике, Панаме и Эквадоре. Мех у него желто-коричневый, а хвост исключительно длинный (24 сантиметра при длине туловища 15 сантиметров). Обитает в высокогорье на высоте от 1275 до 2000 метров. В 2012 году был выделен отдельный род Tanyuromys, описанных Харрисом в 1934 г.[4] Из-за отсутствия данных, этот вид занесен в список МСОП в категории «данные недостаточны»[5].